# Fundgrube Weißer Löwe

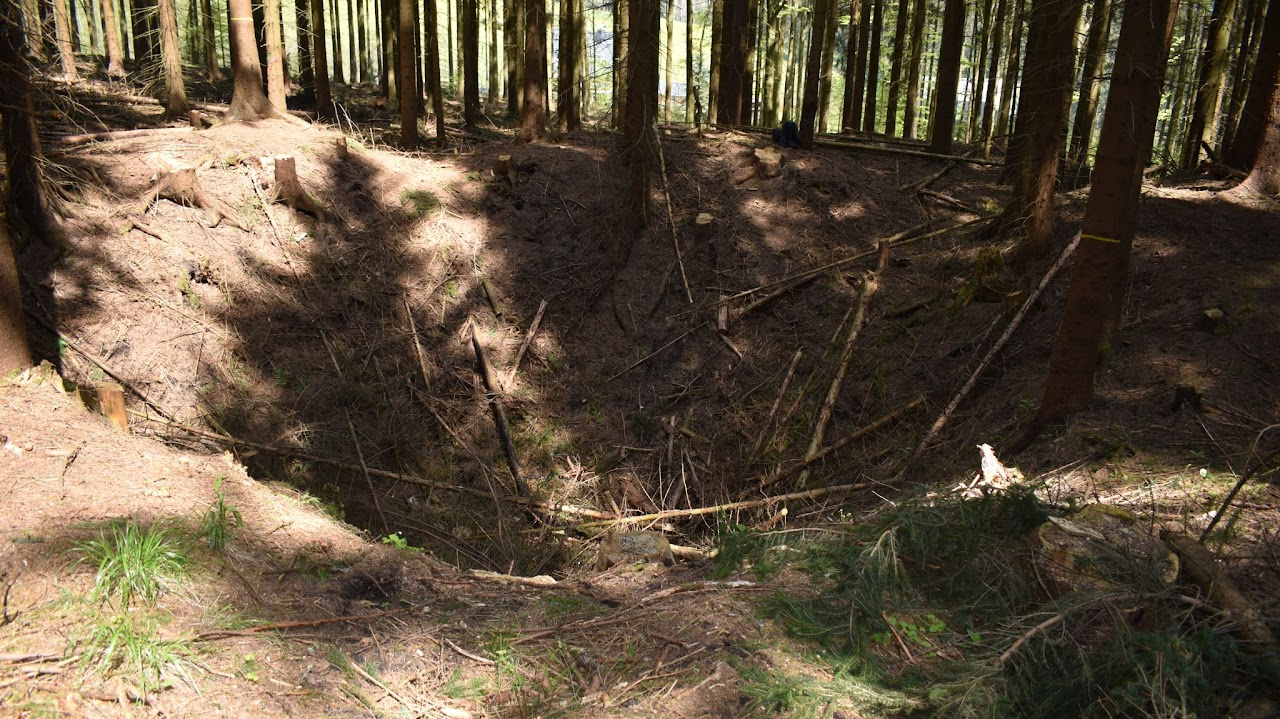
Pinge der Weißer-Löwe-Fundgrube bei Heidersdorf

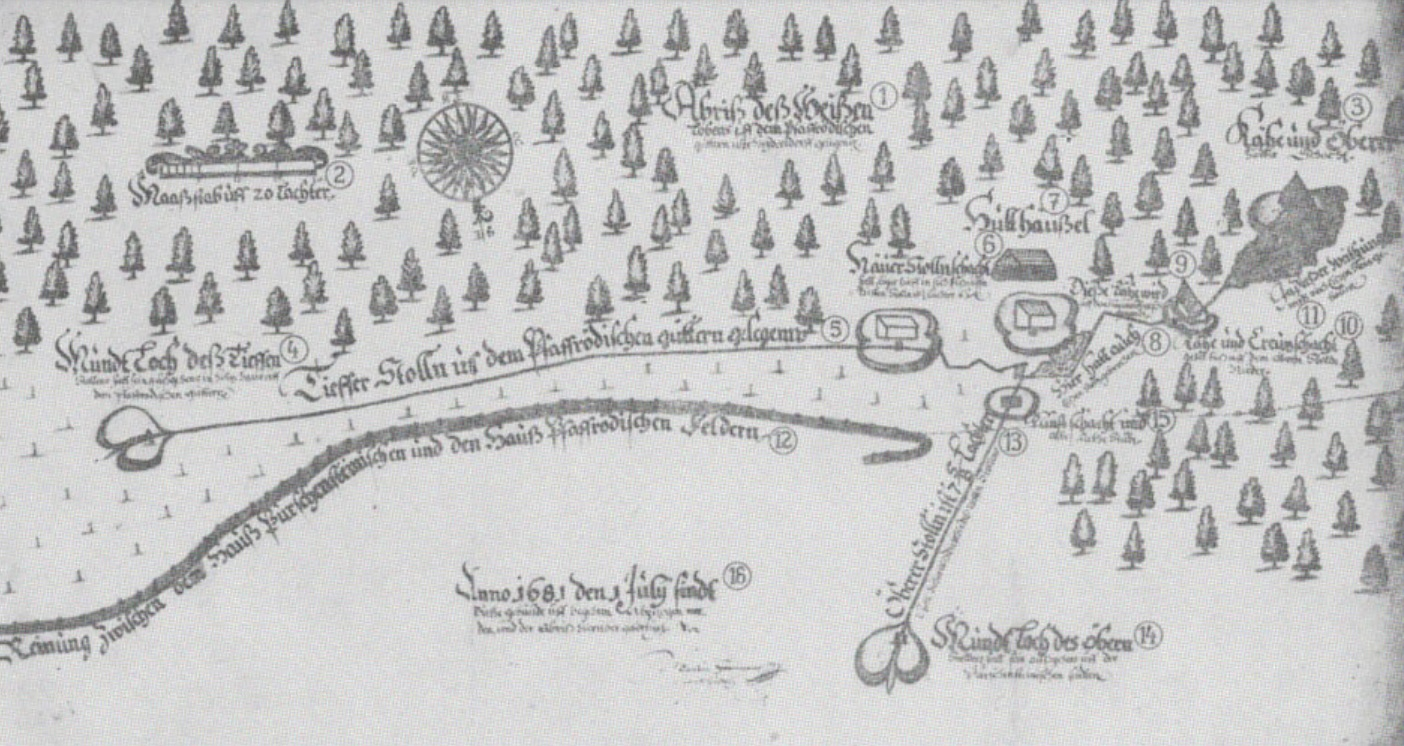
Riss aus dem Jahr 1681 des Grubenfeldes der Weißer Löwe Fundgrube bei Heidersdorf. Das Bergwerk erstreckt sich über zwei Grundherrschaften.

Die Fundgrube Weißer Löwe ist ein ehemaliges Bergwerk in der Nähe des Heidersdorfer Ortsteils Eisenzeche im Mittleren Erzgebirgskreis. Die Grube gehörte im 17. Jahrhundert zu den wichtigsten Zuliefern der Eisenindustrie um Olbernhau. Bedeutung erlangte das Bergwerk durch einen Rechtsstreit um die Erbstollengerechtigkeit, da sie sich auf dem Territorium zweier unterschiedlicher Herrschaften befand.

## Lage und Aufschluss
Das Grubenfeld der ehemaligen Fundgrube Weißer Löwe liegt westlich des Heidersdorfer Ortsteils Eisenzeche im Erzgebirgskreis und somit in der Montanregion Erzgebirge/Krušnohoří. Im angrenzenden Wald verweisen mehrere aufgelassene Pingen und Halden auf den Altbergbau. Rund 200 Meter westlich befindet sich an der hangaufwärtigen Seite des Zechenweges das verbrochene Mundloch des Stollens Roter Löwe. Das Bergwerk förderte Hämatit sowie Magnetit aus der Roteisen-Baryt-Formation.

## Geschichte
Die Fundgrube Weißer Löwe wurde 1636 vom Besitzer des Rothenthaler Eisenwerkes, Augustus Rohdt, gemutet und am 2. November desselben Jahres vom gebürtigen Freiberger Bergbeamten und schönbergschen Vormund Albin Ullmann verliehen.
Für die Fundgrube Weißer Löwe ist ein fiskalischer Riss aus der Hand des Markscheiders Martin Hörnigen aus dem Jahre 1681 überliefert, der den umfangreichen Abbau belegt. Dieser Riss nennt den Tiefen Stollen und den Oberen Stollen sowie einen Kunstschacht, einen Oberen Schacht, einen Neuen Schacht, einen Kreuz Schacht, einen Häuer Stollenschacht sowie einen Neuer Löwe Schacht. Ebenfalls überliefert ist eine Radstube. Die Grube verfügte demnach über ein wassergetriebenes Kunstzeug zur Entwässerung. In der Umgebung wurden mit den Stollen Haustein sowie Roter Löwe sowie in Niederseiffenbach ein Parallelgang durch den Rudolph Erbstollen weitere Berggebäude angelegt. Zudem wurden Huthäuser und eine Erzwäsche errichtet, um die sich später der heutige Ortsteil Eisenzeche entwickelte.
Im 17. Jahrhundert zählte das Grubenfeld zu den wichtigsten Zulieferern der Eisenindustrie um Olbernhau. Wann der Abbau eingestellt wurde, ist unklar, da die Gruben offenbar mehrmals still lagen und wieder aufgewältigt wurden. Im Jahr 1717 wurde der Hausteinstollen in einer Generalbefahrung der Freiberger Bergbeamten erwähnt. Im Zechenregister wurde die Grube bis 1741 geführt.

## Besonderheit
Die Fundgrube Weißer Löwe war Gegenstand eines Rechtsstreits, der mit einem Urteil am 12. Mai 1669 vor dem Freiberger Berggericht entschieden werden musste. Die Linie von Schönberg auf Purschenstein hatten bereits 1480 unter Caspar von Schönberg das Privileg erhalten, die Bergwerke auf niedere Metalle auf den eigenen Gütern selbst verleihen zu dürfen. Seit etwa 1600 bestand ein eigenes Bergamt in Seiffen, wo ein Bergmeister (zugleich Markscheider), ein Gegen- und Rezessschreiber, ein Geschworener (zugleich Zinnwaagmeister und Eisensteinmesser) und ein Schichtmeister (zugleich Zubußbote) angestellt waren. Dieser Bergverwaltung unterlag auch die Fundgrube Weißer Löwe.
1650 erwarb kurz vor seinem Tod der kurfürstlich-sächsische Berghauptmann Georg Friedrich von Schönberg, aus dem Sachsenburger Hauptzweig der Familie, das Rittergut Pfaffroda samt der zugehörigen Orte vom Zweig der Schönbergs auf Purschenstein. Unter Georg Friedrichs Sohn Caspar von Schönberg wurde die neu geschaffene Herrschaft allod. Somit entstand eine neue Grenze, die auch die Fundgrube Weißer Löwe betraf. Die Huthäuser und Gruben befanden sich nun im zur neuen Herrschaft Pfaffroda gehörenden Wald. Der Obere Erbstollen der Fundgrube war jedoch auf dem Territorium der alten Purschensteiner Linie eingeschlagen worden und verlief von dort 7,875 Lachter (15,45 Meter) bis zur Grenze. Auch wurde zum Betrieb des Kunstzeugs der Grube Wasser von der Purschensteiner Seite umgeleitet. Damit lag das Bergwerk in zwei Herrschaften.
Caspar Heinrich von Schönberg aus der Purschensteiner Linie rief deshalb das Berggericht an, um die fraglich gewordene Verleihung und die damit verbundene Erbstollengerechtigkeit juristisch klären zu lassen. Gegenstand der Verhandlung war, ob der Ort des Mundlochs oder die maximale Ausdehnung des Erbstollens entscheidend für dessen territoriale und fiskalische Zugehörigkeit war. Im Urteil wurde festgehalten, dass die Verleihung des Bergwerks weiter Bestand habe. Die Erben des August Rothe sollten jedoch fortan sowohl an Caspar von Schönberg auf Pfaffroda wie auch an Caspar Heinrich von Schönberg auf Purschenstein den für Erbstollen fälligen Stollenneunten abführen.